# Étoposide
L'étoposide (parfois sous forme d'étoposide phosphate) est une molécule qui inhibe la topoisomérase II humaine. L'étoposide est utilisé comme traitement de cancers : cancer du poumon, cancer du testicule, lymphome, leucémie, glioblastome.

## Historique
L'étoposide est un dérivé de la podophyllotoxine, composé naturel présent chez Podophyllum peltatum et Podophyllum emodi et isolé pour la première fois en 1880. En 1942, le capitaine américain Kaplan rapporte une action curative de la podophyllotoxine sur les verrues génitales causées par condylomata acuminata. En 1949, il est démontré que la podophyllotoxine agit comme poison du fuseau mitotique de même que la colchicine. 

Des essais cliniques démarrent alors mais sont rapidement arrêtés en raison d'une trop grande toxicité. Pour éviter cela, des dérivés ont été synthétisés par l'entreprise Sandoz dans les années 1950 et 1960, aboutissant à l'étoposide, commercialisé en 1983 aux Etats-Unis.

## Mécanisme d'action
En 1976 il a été rapporté que l'étoposide entrainait une fragmentation de l'ADN à la suite de cassures simples brins de l'ADN. En 1983 il a également été montré que l'étoposide entrainait non seulement des cassures des simple brins mais aussi des double brins, uniquement dans un noyau et non en présence d'ADN purifié. Ceci suggérait la nécessité d'une enzyme nucléaire pour la fragmentation de l'ADN. La topo-isomérase II a finalement été identifiée comme la cible de l'étoposide en 1983-1984.
L'étoposide est un inhibiteur de la topo-isomérase II, dérivé semi-synthétique de la podophyllotoxine faiblement hydrosoluble. Il inhibe l'entrée en mitose (prophase) des cellules tumorales (phases S et G3), vraisemblablement par action sur la topo-isomérase II chargée de ressouder les brins d'ADN (acide désoxyribonucléique) après leur cassure. Il n'inhibe pas l'assemblage des microtubules. Aux fortes concentrations, une lyse des cellules en mitose est observée.

## Indications
L'étoposide est utilisé comme traitement de cancers[réf. souhaitée] : cancer du poumon, cancer du testicule, lymphome, leucémie, glioblastome.
Entre 2000 et 2019 elle a aussi bouleversé le traitement des LHP (lymphohistiocytose hémophagocytaire primaire et secondaire). Avec les corticostéroïdes, en particulier la dexaméthasone, et une greffe de cellules souches, elle est devenue la thérapie de loin la plus utilisée contre la HLH primaire, qui est ainsi passée d'une survie à long terme de moins de 5%  dans les années 1980 à une survie à 5 ans ayant augmenté d'environ 60 %, avec des améliorations encore envisagées. Associée à des corticostéroïdes, elle peut aussi traiter certains cas de HLH secondaires (sHLH), par exemple consécutives à une infection par le virus d'Epstein-Barr (EBV).
Comme elle supprime sélectivement les cellules T activées et la production de cytokines inflammatoires, elle semble aussi intéressante pour traiter les syndromes de tempête de cytokines (STC). Pour les maladies rhumatismales où un syndrome d'activation macrophagique (SAM) est en cours, ce médicament est fréquemment une option de deuxième ou de troisième ligne, mais des études récentes ont invité à envisager l'étoposide en thérapie vigoureuse pour les patients gravement malades atteints de SAM.

## Effets indésirables
Une myélosuppression est la toxicité majeure, qui limite l'utilisation de l'étoposide, associant leucopénie, thrombopénie. 

Une toxicité sur les muqueuses ainsi que des diarrhées peuvent apparaitre en cas de dépassement de dose.

## Divers
L'étoposide fait partie de la liste des médicaments essentiels de l'Organisation mondiale de la santé (liste mise à jour en avril 2013).
En raison de sa faible solubilité dans l'eau, une pro-drogue a été développée évitant ainsi le recours à des excipients potentiellement toxiques (Tween 80, polyethylene glycol et ethanol). L'ETOPOPHOS a été commercialisé en 1996 par les laboratoires Bristol-Myers Squibb.